# Anastrepha pickeli
Anastrepha pickeli är en tvåvingeart som beskrevs av Lima 1934. Anastrepha pickeli ingår i släktet Anastrepha och familjen borrflugor. Inga underarter finns listade i Catalogue of Life.